# Fotboll vid Medelhavsspelen
Fotboll vid Stillahavsspelen har spelats sedan 1951 och var fjärde år sedan starten med undantag för 1993 som spelades två år efter föregående turnering och 2018 som spelades fem år efter föregående turnering. Sedan 1991 blev turneringen begränsad till U-landslagen.

## Turneringar
| År   | Värdnation  | Final               | Final                   | Final          | Match om tredjepris | Match om tredjepris     | Match om tredjepris     |
| År   | Värdnation  | Vinnare             | Resultat                | Tvåa           | Trea                | Resultat                | Fyra                    |
| ---- | ----------- | ------------------- | ----------------------- | -------------- | ------------------- | ----------------------- | ----------------------- |
| 1951 | Egypten     | Grekland            | Gruppspel               | Egypten        | Syrien              | Gruppspel               | Endast tre lag          |
| 1955 | Spanien     | Egypten             | Gruppspel               | Spanien        | Frankrike           | Gruppspel               | Syrien                  |
| 1959 | Libanon     | Italien             | Gruppspel               | Turkiet        | Libanon             | Gruppspel               | Endast tre lag          |
| 1963 | Italien     | Italien             | 3 – 0                   | Turkiet        | Spanien             | 2 – 1                   | Marocko                 |
| 1967 | Egypten     | Frankrike · Italien | 0 – 0 (e.f.)            | Titeln delades | Spanien             | 0 – 0                   | Turkiet                 |
| 1971 | Turkiet     | Jugoslavien         | 1 – 0                   | Tunisien       | Turkiet             | 1 – 0 (e.f.)            | Förenade Arabrepubliken |
| 1975 | Algeriet    | Algeriet            | 3 – 2 (e.f.)            | Frankrike      | Tunisien            | 1 – 1 (e.f.) (4–3 str.) | Marocko                 |
| 1979 | Jugoslavien | Jugoslavien         | 3 – 0                   | Frankrike      | Algeriet            | 2 – 1                   | Grekland                |
| 1983 | Marocko     | Marocko             | 3 – 0                   | Turkiet        | Egypten             | 0 – 0 (e.f.) (5–2 str.) | Frankrike               |
| 1987 | Syrien      | Syrien              | 2 – 1                   | Frankrike      | Turkiet             | 1 – 0 (e.f.)            | Grekland                |
| 1991 | Grekland    | Grekland            | 3 – 1                   | Turkiet        | Marocko             | 3 – 2                   | Jugoslavien             |
| 1993 | Frankrike   | Turkiet             | 2 – 0                   | Algeriet       | Frankrike           | 2 – 1                   | Italien                 |
| 1997 | Egypten     | Italien             | 5 – 1                   | Turkiet        | Grekland            | 1 – 0                   | Spanien                 |
| 2001 | Tunisien    | Tunisien            | 1 – 0                   | Italien        | Frankrike           | 2 – 0                   | Turkiet                 |
| 2005 | Spanien     | Spanien             | 1 – 0                   | Turkiet        | Libyen              | 1 – 1 (e.f.) (4–3 str.) | Marocko                 |
| 2009 | Italien     | Spanien             | 2 – 1                   | Italien        | Libyen              | 0 – 0 (e.f.) (8–7 str.) | Frankrike               |
| 2013 | Turkiet     | Marocko             | 2 – 2 (e.f.) (3–2 str.) | Turkiet        | Tunisien            | 4 – 0                   | Libyen                  |
| 2018 | Spanien     | Spanien             | 3 – 2                   | Italien        | Marocko             | 0 – 0 (e.f.) (7–6 str.) | Grekland                |
| 2022 | Algeriet    | Frankrike           | 1 – 0                   | Italien        | Marocko             | 4 – 2                   | Turkiet                 |